# 뗀석기

르발루아 기법으로 부싯돌을 다듬는 모습

뗀석기란 돌을 깨서 만든 석기로 구석기 시대를 대표하는 유물이다. 구석기 시대(약 200만년 ~ 1만년 전)에 살고 있던 사람들이 만들었으며, 보통 나무를 자르거나 동물을 사냥할 때 쓰인 것으로 추정된다.

## 제작 방법 및 종류
종류는 다양하며, 대형석기와 소형석기로 나뉘며, 돌망치나 뿔망치로 돌에 직접 타격을 가하여 만들거나, 뿔·뼈·나무·긴 자갈 등을 쐐기처럼 써서, 간접적으로 타격을 가하여 만든다. 또한 뿔·뼈로 만든 날카로운 가압기를 써서 돌날에 대고 눌러 격지를 떼어내는 방법 등이 있는데 만드는 기술이 전기·중기·후기에 따라 변화한다.
대형석기에는 주먹도끼·찍개·안팎날찍개·주먹괭이·자르개·다각면원구(多角面圓球) 등이 있는데, 주로 전기 구석기 시대에 많이 만들어 썼다. 중기·후기에는 그 비율이 줄어들었으며 한국에서도 발견되고 있다.
소형석기는 격지석기와 돌날석기로 나뉘는데, 격지석기로는 긁개·첨기(尖器)·홈날·톱니석기·유경석기·르발루아석기 등이 있다. 돌날석기는 끝긁개·밀개·송곳·조각칼·복합석기·첨두형돌날·기하문형석기(幾何紋形石器)와 다듬은 돌날 등이다. 격지석기들은 석기·후기 구석기시대에도 만들어졌지만 주로 중기에 주된 뗀석기로 썼으며, 돌날석기는 주로 후기에 만들어졌다.

## 같이 보기
- 르발루아 기법
- 간석기